# Victor Zvunka

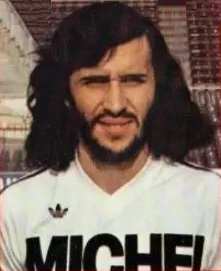
Victor Zvunka

Victor Zvunka (Le Ban-Saint-Martin, 15 november 1951) is een Frans voetbaltrainer. Daarvoor speelde hij als verdediger. In 1975 speelde hij eenmaal voor het Frans voetbalelftal.

## Spelerscarrière
- 1963-1973 FC Metz
- 1973-1981 Olympique Marseille
- 1981-1983 Stade Lavallois
- 1983-1985 Matra Racing

## Trainerscarrière
- 1984-1987 Matra Racing
- 1987-1988 Valenciennes FC
- 1988-1991 Chamois Niortais FC
- 1991-1993 Toulouse FC
- 1993-1998 La Berrichonne de Châteauroux
- 1998-1999 OGC Nice
- 1999-2000 Amiens SC
- 2000-2001 FC Lausanne-Sport
- 2001-2003 Stade Lavallois
- 2003-2005 La Berrichonne de Châteauroux
- 2005-2007 FC Gueugnon
- 2007-2010 En Avant de Guingamp
- 2010-2011 Naval 1º de Maio
- 2011-2012 AS Cannes
- 2012-2013 Nîmes Olympique
- 2014 CR Belouizdad
- 2015 AC Arles-Avignon